# God Knows I'm Good
God Knows I'm Good è un brano musicale scritto dall'artista inglese David Bowie, nona traccia dell'album Space Oddity del 1969.

## Il brano
In questo brano ispirato alle canzoni di protesta di Bob Dylan, Bowie si lancia contro alcuni dei bersagli consueti del movimento hippy, tra cui il capitalismo e la "meccanizzazione sociale". «La comunicazione di massa ha sottratto alla nostra vita una tale quantità di cose che ora è quasi completamente indirizzata alle macchine piuttosto che ai normali esseri umani», dichiarò nel 1969 a Penny Valentine di Disc and Music Echo, «al giorno d'oggi non si trova più nessuno con cui parlare dei propri problemi, così questa canzone parla di una donna in un supermercato che ruba una confezione di carne in scatola di cui ha disperatamente bisogno ma che non può comprare, e viene presa».
A quanto pare Bowie trasse ispirazione da un articolo di giornale che riportava dell'arresto di un'anziana signora trovata a rubare in un negozio. In contrasto con le canzoni "impressionistiche" e cariche di fantasia presenti nell'album, God Knows I'm Good è un brano basato sull'osservazione in cui il cantante mette in contrasto la condizione della donna con il rumore delle casse e delle "persone oneste" che la oltrepassano con aria di sufficienza, sullo sfondo l'orrore della società dei consumi.

## Formazione
- David Bowie - voce, chitarra a 12 corde
- Keith Christmas - chitarra folk
- Herbie Flowers - basso
- Tony Visconti - basso
- Terry Cox - batteria

Junior's Eyes:
- Mick Wayne - chitarra
- Tim Renwick - chitarra elettrica
- John "Honk" Lodge - basso
- John Cambridge - batteria

## God Knows I'm Gooddal vivo
Il brano venne eseguito solo nella sessione BBC registrata il 5 febbraio 1970 per The Sunday Show, inclusa in Bowie at the Beeb del 2000.

## Cover
Cover di God Knows I'm Good sono state pubblicate dai Bellatrix in Diamond Gods - Interpretations of Bowie del 2001, Danny Michel in Loving The Alien: Danny Michel Sings The Songs Of David Bowie del 2004 e Kyle-O in David Bowie Acoustic Tribute del 2007.